# ایستگاه متروی ایلینگ کامن
ایستگاه متروی ایلینگ کامن (انگلیسی: Ealing Common tube station) یکی از ایستگاه‌های خط پیکدیلی و خط ناحیه متروی لندن است.
این ایستگاه که در منطقه ایلینگ لندن قرار دارد در سال ۱۸۷۹ میلادی تأسیس شده است.

## نگارخانه

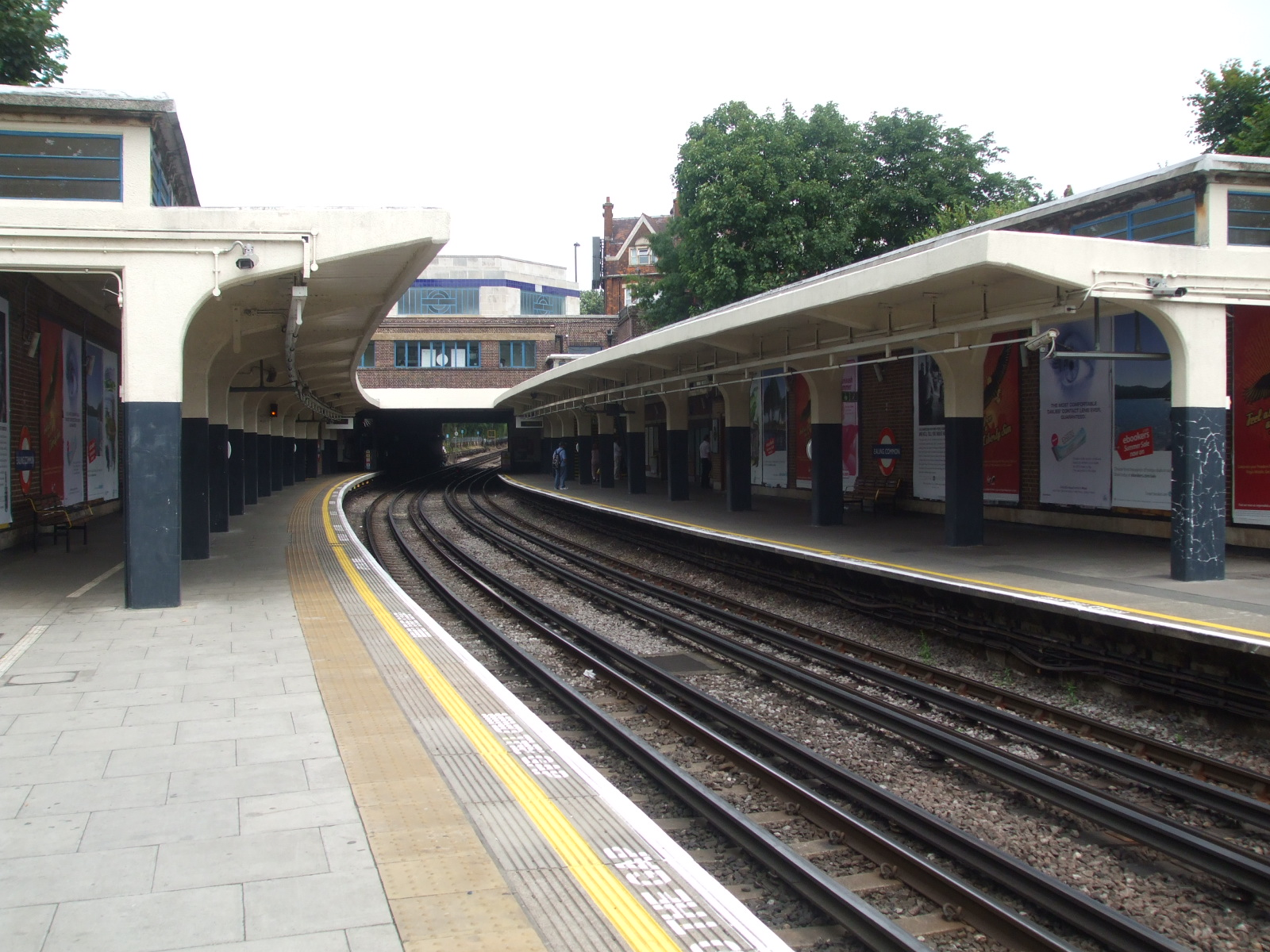
Looking north from the southern end of the westbound platform
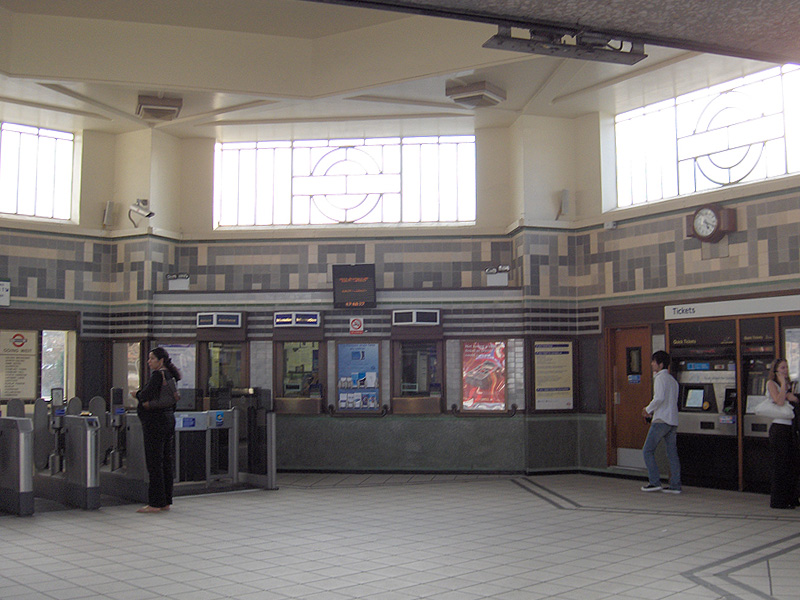
Ealing Common underground station interior (September 2006)
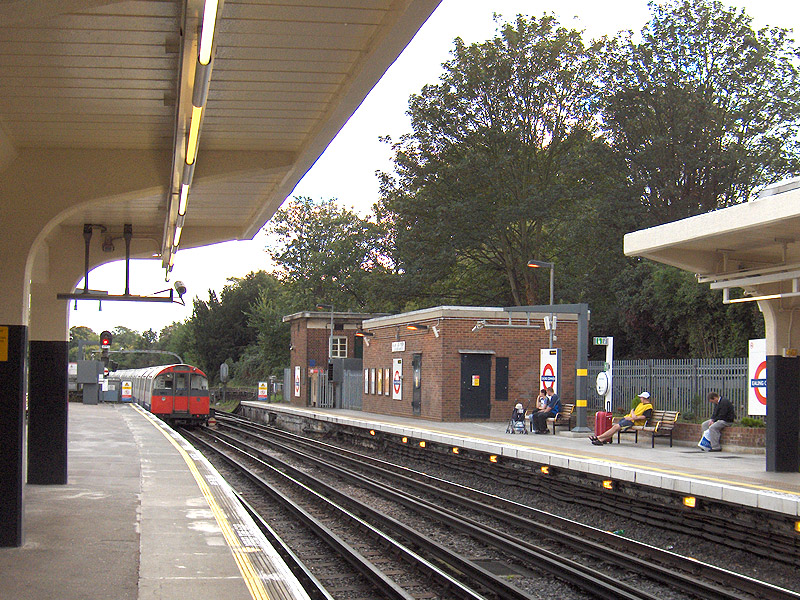
Ealing Common station, southbound خط پیکدیلی train departs (September 2006)
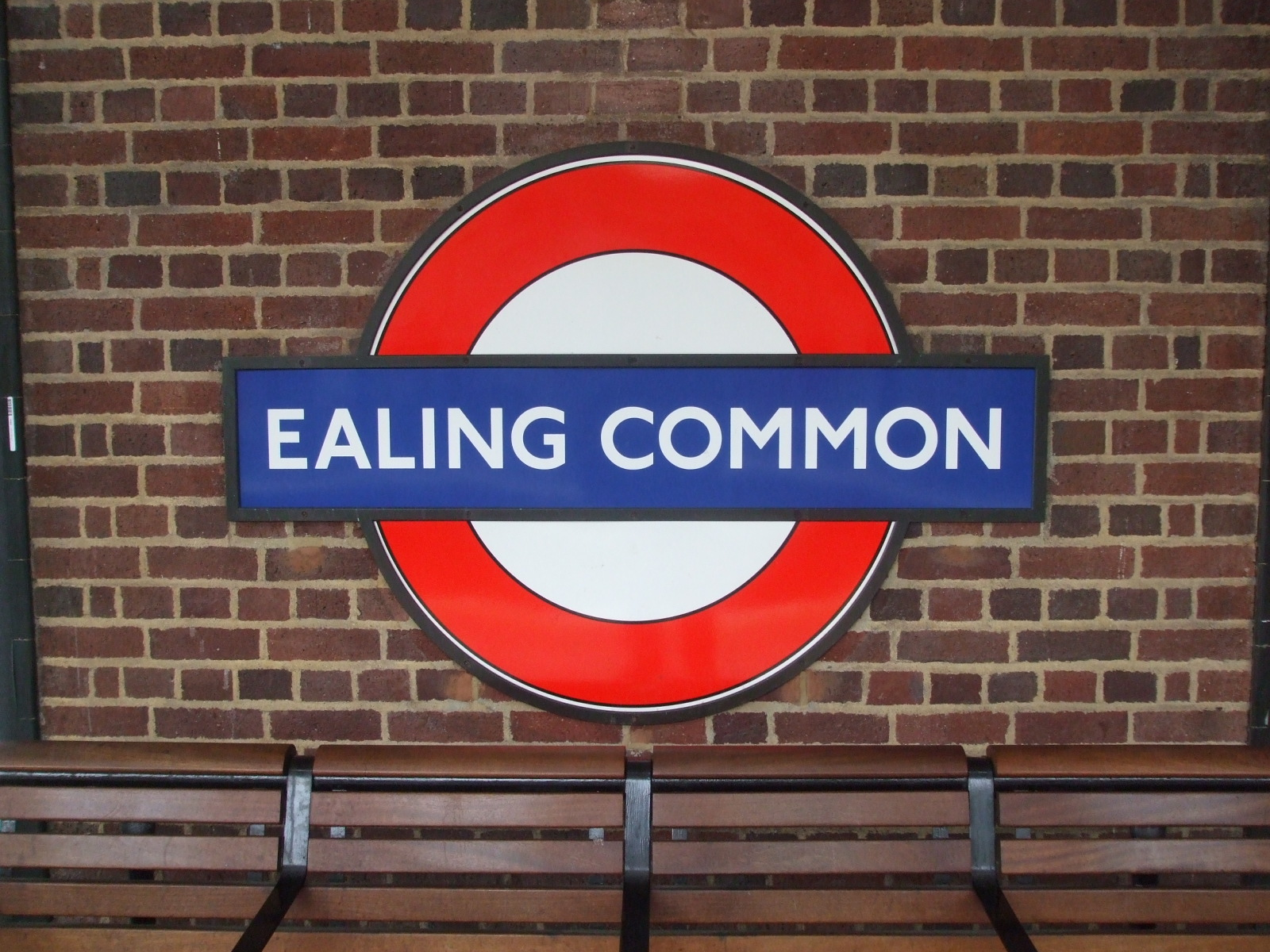
Platform roundel